# 菊地吾郎
菊地 吾郎（きくち ごろう、1920年1月14日 - 2014年7月24日）は、日本の医学者。日本医科大学学長、東北大学名誉教授。

## 人物
1920年、山形県生まれ。1931年、旧制京華中学校に進学。1937年、旧制日本医科大学予科入学。1944年、同大学卒業。東北大学教授を定年退官後、同大学名誉教授となる。のち、母校に招かれて、日本医科大学学長を務める。
2014年7月24日、急性呼吸不全のため東京都荒川区の病院で死去。94歳没。

## 著書
- 『一般医化学』、荒谷真平、立木蔚、菊池吾郎、南山堂、1970年発行

## 受賞・叙勲
- 1975年 内藤記念科学振興賞
- 1985年 紫綬褒章受章[2]
- 1993年 日本学士院賞